# ريكاردو كالفو (مؤرخ)
ريكاردو كالفو (بالإسبانية: Ricardo Calvo Mínguez)‏ هو مراسل ميداني ومؤرخ ومؤلف وطبيب إسباني، ولد في 22 أكتوبر 1943 في ألكوي في إسبانيا، وتوفي في 26 سبتمبر 2002 في مدريد في إسبانيا بسبب سرطان المريء.

## وصلات خارجية
- ريكاردو كالفو على موقع مباريات الشطرنج (الإنجليزية)
- ريكاردو كالفو على موقع 365Chess.com (الإنجليزية)
- ريكاردو كالفو على موقع Chesstempo.com (الإنجليزية)
- ريكاردو كالفو سجل أولمبياد الشطرنج على موقع OlimpBase.org (الإنجليزية)